# Sciurus spadiceus
Sciurus spadiceus is een zoogdier uit de familie van de eekhoorns (Sciuridae). De wetenschappelijke naam van de soort werd voor het eerst geldig gepubliceerd door Olfers in 1818.

## Voorkomen
De soort komt voor in Bolivia, Brazilië, Colombia, Ecuador en Peru.